# Těně
Těně is een Tsjechische gemeente in de regio Pilsen, en maakt deel uit van het district Rokycany.

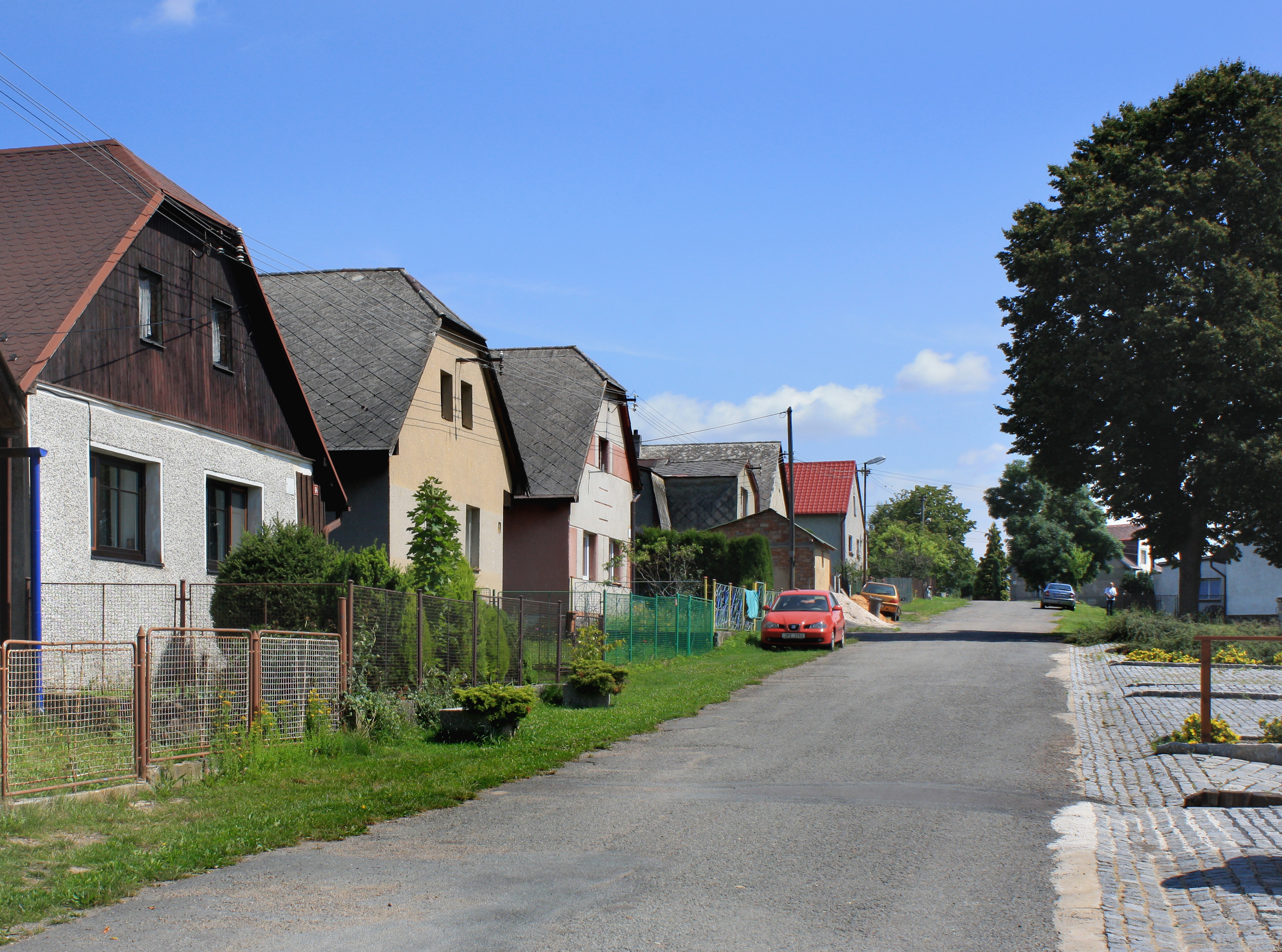
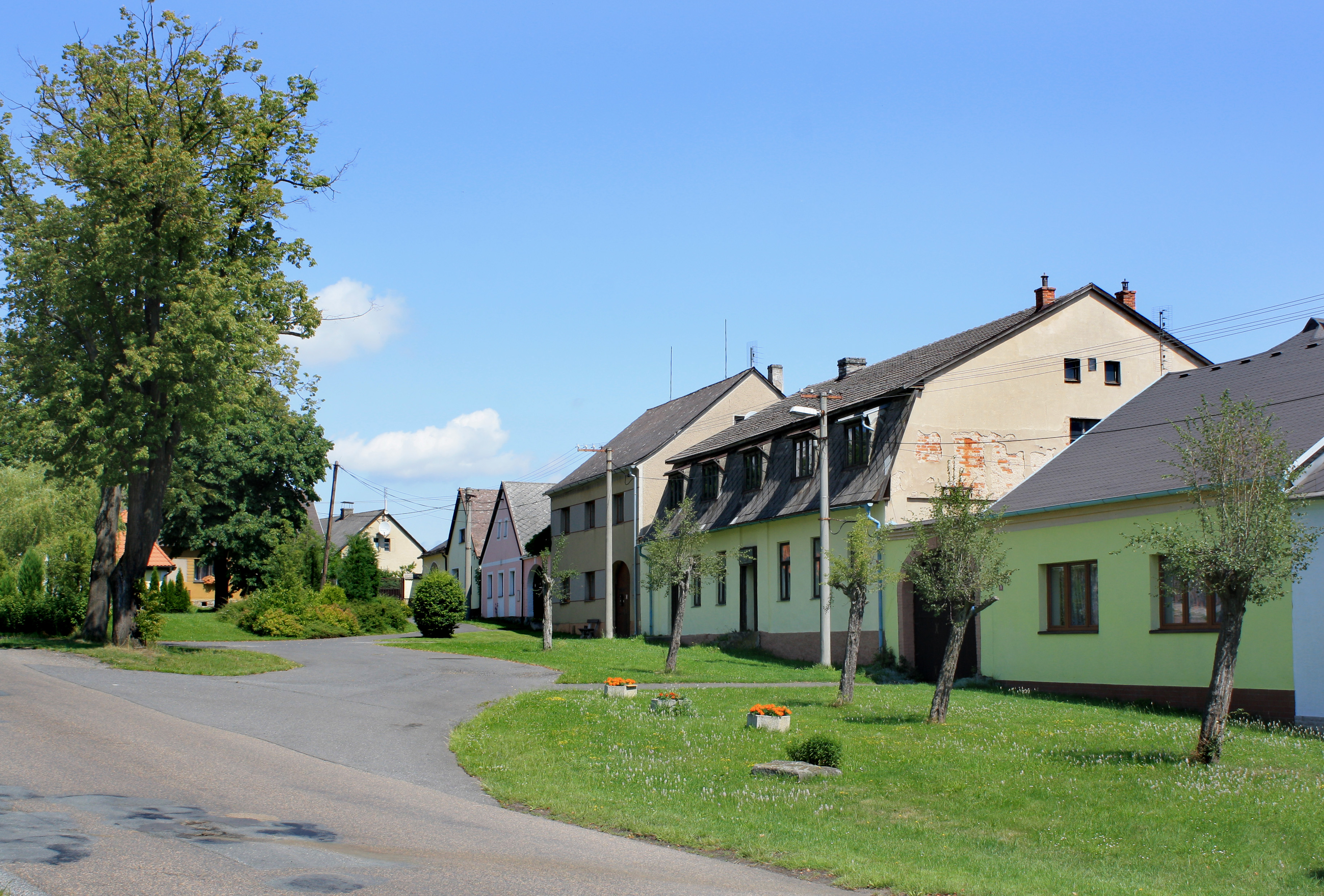

Těně telt 248 inwoners.
Bezděkov ·
Břasy ·
Březina ·
Bujesily ·
Bušovice ·
Cekov ·
Čilá ·
Dobřív ·
Drahoňův Újezd ·
Ejpovice ·
Hlohovice ·
Holoubkov ·
Hrádek ·
Hradiště ·
Hůrky ·
Cheznovice ·
Chlum ·
Chomle ·
Kakejcov ·
Kamenec ·
Kamenný Újezd ·
Kařez ·
Kařízek ·
Klabava ·
Kladruby ·
Kornatice ·
Lhota pod Radčem ·
Lhotka u Radnic ·
Liblín ·
Líšná ·
Litohlavy ·
Medový Újezd ·
Mešno ·
Mirošov ·
Mlečice ·
Mýto ·
Němčovice ·
Nevid ·
Osek ·
Ostrovec-Lhotka ·
Plískov ·
Podmokly ·
Příkosice ·
Přívětice ·
Radnice ·
Raková ·
Rokycany ·
Sebečice ·
Sirá ·
Skomelno ·
Skořice ·
Smědčice ·
Strašice ·
Svojkovice ·
Štítov ·
Těně ·
Terešov ·
Těškov ·
Trokavec ·
Týček ·
Újezd u Svatého Kříže ·
Vejvanov ·
Veselá ·
Vísky ·
Volduchy ·
Všenice ·
Zbiroh ·
Zvíkovec